# Lovisa Åhrberg
Maria Lovisa Åhrberg o Årberg (17 de mayo de 1803 o 1801 en Upsala, - 26 de marzo de 1881 en Estocolmo) fue una médica cirujana sueca. Fue la primera médica de Suecia; en la década de 1820 ya trabajaba como doctora, mucho tiempo antes de que se permitiese formalmente que las mujeres ejercieran la medicina (se permitió en 1870). La única médica anterior a ella en el país, la cual también tuvo reconocimiento oficial, fue Kisamor, quien, sin embargo, no tenía estudios formales.

## Biografía
Lovisa nació en Upsala, Uppland. Su padre era sepulturero y su madre enfermera; a principios del siglo XIX, las enfermeras eran simplemente ayudantes de los médicos sin estudios formales, pero Lovisa acompañaba a su madre a los hospitales y ésta era, según sus observaciones, tan competente como una graduada. Tanto su madre como su abuela materna eran enfermeras.
De adulta, Lovisa abandonó Upsala para trabajar como doncella en Estocolmo. En su tiempo libre, ayudaba a sus amigos con sus problemas de salud. Se corrió la voz de sus conocimientos médicos, y cada vez más personas iban a pedirle consejo. Poco después, incluso los más adinerados se convirtieron en sus clientes y le pagaron por su trabajo, por lo cual terminó renunciando a su trabajo como doncella y abrió su propia clínica para comenzar a trabajar únicamente como médica en la ciudad de Estocolmo.

### Cargos por fraude
A diferencia de Kisamor, quien fue aceptada por la comunidad médica por su trabajo como médica rural, Lovisa sufrió una gran oposición por parte de los médicos hombres cuando comenzó a volverse reconocida como médica en la ciudad. En la década de 1820, estaba prohibido que una mujer ejerciera la medicina, y sufrió una investigación por las autoridades médicas por fraude. Durante la investigación, sin embargo, descubrieron que era una muy buena médica, y que tenía el mismo conocimiento que sus pares hombres. Por lo tanto, se le retiraron los cargos y obtuvo el permiso de ejercer su profesión en Estocolmo aunque estuviera prohibido. El rey Óscar I de Suecia le otorgó una medalla en 1852 por su trabajo.

## Trabajo de caridad
Fredrika Bremer admiraba a Lovisa y la mencionó en su famosa novela Hertha de 1856:

Permítaseme expresar una palabra de agradecimiento y reconocimiento para la doctora de Estocolmo, la señorita Årberg, y el deseo de que alguna de las personas adineradas, quienes en ocasiones van a verla, quieran, en algún momento, presenciar la atención que le da a la gente pobre de Estocolmo, quienes encuentran las puertas abiertas para que les curen sus lesiones y enfermedades; se sentirían, como nos sentimos nosotros, admirados por la paciencia infinita, el buen humor y la generosidad, por la cual da su tiempo, su cuidado y sus ungüentos a los miles que no tienen nada que darle excepto su agradecimiento. Sentirían, como nosotros, ganas de darle una mejor ubicación para su trabajo que la que tiene ahora (prácticamente en la calle).

Åberg fue conocida como "la médica sanadora de heridas" y "Maid Åberg". Aparece en un libro sobre famosas suecas publicado en 1864-1866. En el mismo, su clínica se describe como "la clínica de los pobres" porque generalmente atendía a los más humildes. Este libro contemporáneo reporta que la salud de Årberg se había dañado tanto por su trabajo que había tenido que dejarlo para descansar en Carlsbad.
No era la única mujer cuyo trabajo en la medicina era reconocido en Suecia en su época; Hanna Svensdotter, (1798-1864), su contemporánea, fue reconocida como "la doctora de Wram", y su reputación, especialmente la relacionada con las heridas en las piernas, "superó los límites de Scania".